# Mateus 20

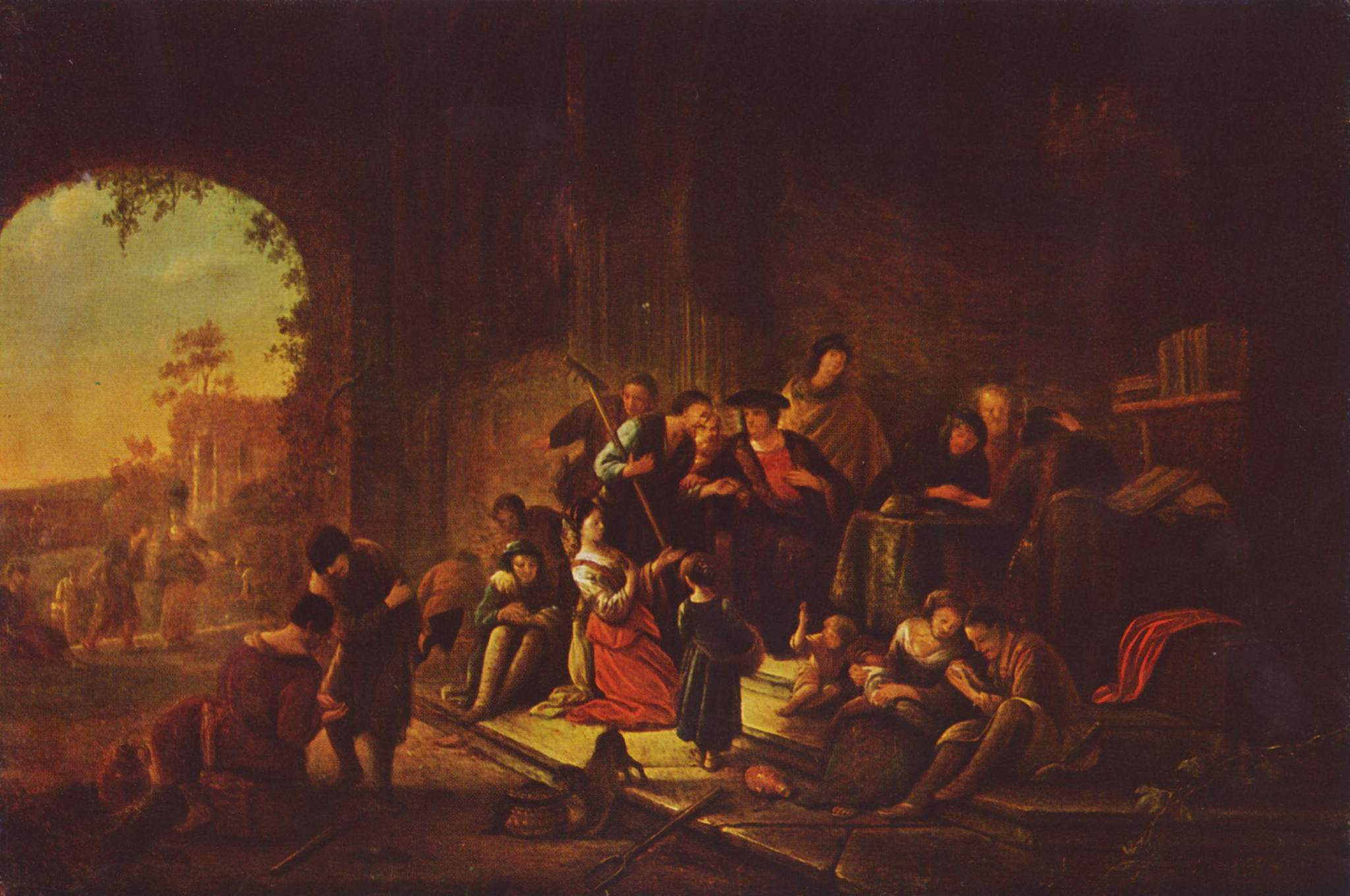
Trabalhadores na Vinha, um dos episódios de Mateus 20.
Séc. XVII. Por
Jacob de Wet (I), atualmente no Museu de Belas Artes de Budapeste.

Mateus 20 é o vigésimo capítulo do Evangelho de Mateus no Novo Testamento da Bíblia e narra os eventos do ministério de Jesus na Pereia, já durante sua viagem final para Jerusalém. 

## Parábola dos Trabalhadores na Vinha
Esta parábola de Jesus aparece apenas em Mateus 20:1–16. Jesus afirma que qualquer "operário" que aceita o convite para o trabalho na vinha (uma metáfora de Jesus para o reino dos céus), não importa o quão tarde do dia, receberá uma recompensa igual com aqueles que foram fiéis por mais tempo (ou seja, que chegaram à vinha mais cedo). Ao ouvir os rumores ("Estes últimos trabalharam somente uma hora, e os igualaste a nós, que suportamos o peso do dia e o calor extremo"), respondeu o senhor da vinha (também uma metáfora para Deus):
| “ | «Meu amigo, não te faço injustiça; não ajustaste comigo um denário? Toma o que é teu, e vai-te embora; pois quero dar a este último tanto como a ti. Não me é lícito fazer o que me apraz do que é meu? Acaso o teu olho é mau, porque eu sou bom. Assim os últimos serão primeiros, e os primeiros serão últimos.» (Mateus 20:13–16) | ” |

Esta última frase, um dos mais famosos ditos de Jesus, aparece também no episódio de Jesus e o jovem rico do capítulo anterior.

## Jesus profetiza sua morte

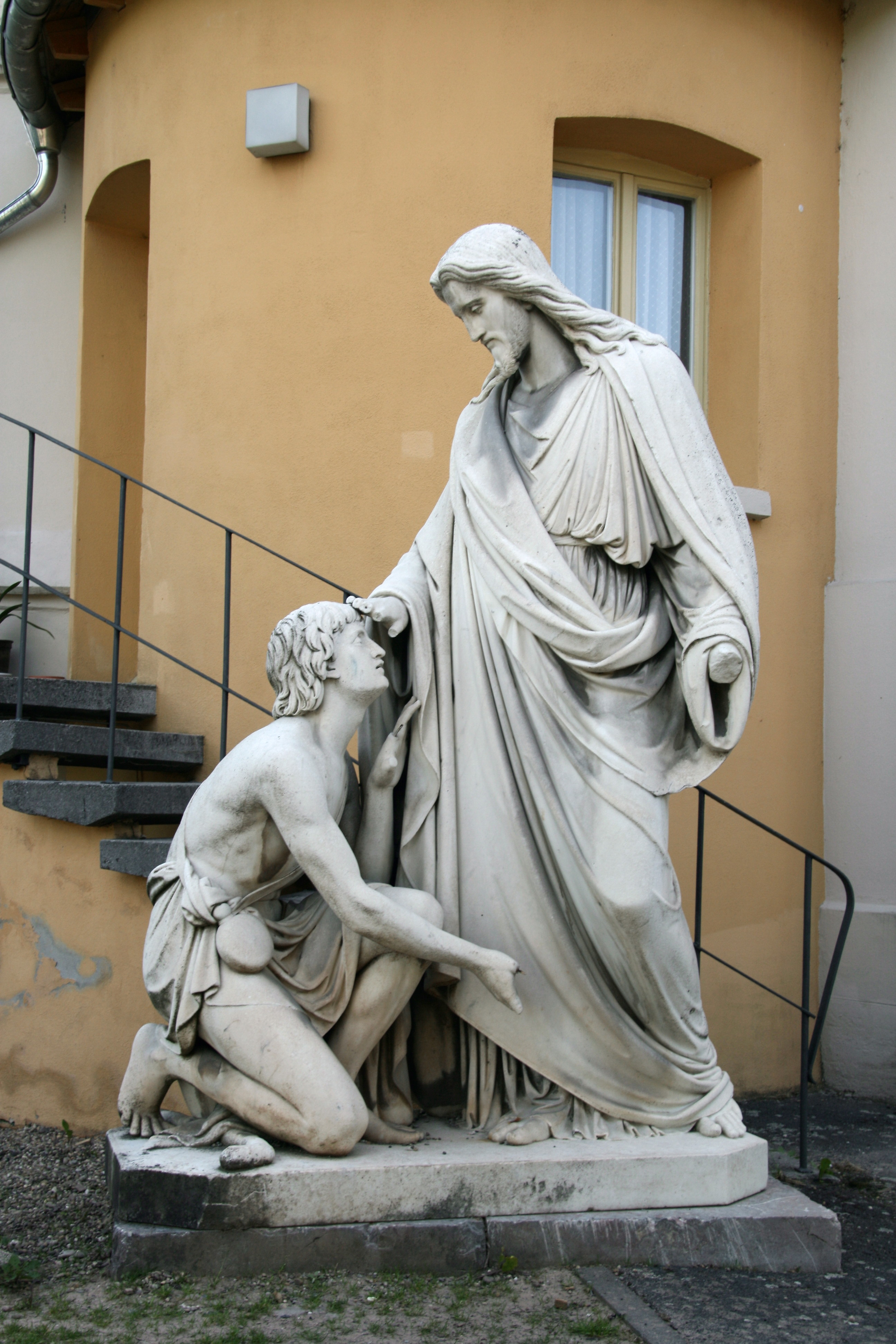
Jesus curando o cego perto de Jericó, um dos muitos milagres de Jesus.
1861. Por Johann Heinrich Stöver, na igreja de São João, Rheingau, Alemanha.

No caminho para Jerusalém, Jesus profetiza sua morte pela terceira vez no Evangelho de Mateus (Mateus 20:17–19), um episódio que aparece também em Marcos 10 (Marcos 10:32–34) e Lucas 18 (Lucas 18:31–34), desta vez mencionando especificamente a crucificação:
| “ | «Eis que subimos a Jerusalém, e o Filho do homem será entregue aos principais sacerdotes e aos escribas; eles o condenarão à morte e o entregarão aos gentios para ser escarnecido, açoitado e crucificado e, ao terceiro dia, ressuscitará.» (Mateus 20:18–19) | ” |

## Filho do homem veio para servir
Num episódio que aparece também em Marcos 10 (Marcos 10:35–45), Mateus 20:20–28 conta que a mulher de Zebedeu se aproximou de Jesus com seus filhos (Tiago e João) e lhe pediu eles se sentassem um de cada lado no seu reino. Jesus replicou que eles não sabiam o que estavam pedindo e quis saber se ambos estavam prontos para «...beber o cálice que eu estou para beber» (Mateus 20:22), ao que ambos responderam que sim. Ainda assim, Jesus respondeu-lhes que lhe cabia definir quem estaria ao seu lado e sim ao Pai, referências claras à crucificação.
Ouvindo o diálogo, os discípulos se indignaram, mas Jesus os chamou e discursou:
| “ | «Sabeis que os governadores dos gentios dominam os seus vassalos, e sobre eles os grandes exercem autoridade. Não é assim entre vós. Mas quem quiser tornar-se grande entre vós, será esse o que vos sirva; e quem quiser ser o primeiro entre vós, será esse o vosso servo. É assim que o Filho do homem não veio para ser servido, mas para servir e dar a sua vida em resgate de muitos.» (Mateus 20:24–28) | ” |

## Cego perto de Jericó
O capítulo termina com o relato de um milagre de Jesus (Mateus 20:29–34). Já na saída de Jericó, um par de cegos chamou Jesus de "filho de Davi" e pediu compaixão. Conforme a multidão ordenava que se calassem, mais alto eles gritavam até que Jesus perguntou o que eles queriam. A resposta foi: «Senhor, que se nos abram os olhos!» (Mateus 20:33). Jesus tocou-lhes e, curados, ambos o seguiram.